# Karl-Ulrich Müller
Karl-Ulrich Müller (* 12. Mai 1945 in Lindau, Landkreis Kulmbach; † 23. Januar 2010 bei Sauðárkrókur, Island) war ein deutscher Physiker und Diplomat.

## Leben
Im Anschluss an sein Abitur, das er 1964 an einem Karlsruher Gymnasium ablegte, studierte er Physik an der Universität Karlsruhe. Seine Ausbildung schloss er 1970 als Diplom-Physiker ab und ging danach zwei Jahre einer Lehrtätigkeit für die Fächer Mathematik und Physik an höheren Schulen nach.
1976 promovierte er in Karlsruhe mit einer Arbeit über die Lumineszenz von graduierten CdsxSe1-x-Kristallen bei Elektronenanregung und trat im gleichen Jahr in den Vorbereitungsdienst für höheren Auswärtigen Dienst. Von 1978 bis 1981 war er an der deutschen Botschaft in Lagos. Nach kurzer Tätigkeit in der Protokollabteilung des Auswärtigen Amtes wurde er von 1981 bis 1984 in der Abteilung Presse und Politik des deutschen Generalkonsulats in New York City eingesetzt. Von 1984 bis 1987 arbeitete er wieder in Bonn im Referat internationale Forschungs- und Technologiepolitik. 1987 kam er als Ständiger Vertreter an die deutsche Botschaft in Wellington. Von 1990 bis 1995 war er stellvertretender Referatsleiter für Informations- und Kommunikationstechnologie im Auswärtigen Amt. Es folgten fünf Jahre als Leiter des Wissenschaftsreferats in der deutschen Botschaft in Moskau. Von 2000 bis 2002 war als Berater in der Wirtschaftsabteilung des Auswärtigen Amts mit Fragen globaler wirtschaftlich-technologischer Entwicklungen und Strukturen betraut. Von 2002 bis 2007 leitete Müller das Referat 405 (internationale Forschungs- und Technologiepolitik) des Auswärtigen Amtes. Von 2007 bis zu seinem Tod war er deutscher Botschafter in Island.
Müller kam vermutlich bei einem Autounfall ums Leben. Er wurde am 25. Januar 2010 von der isländischen Küstenwache etwa 290 Kilometer nördlich der Hauptstadt Reykjavík tot in seinem Wagen gefunden. Offenbar war er mit seinem Wagen von der Straße abgekommen und nahe dem Bergpass zur Hochebene Öxnadalsheiði in den Fluss Norðurá gestürzt. Er hinterlässt seine Frau und zwei erwachsene Kinder.